# Пробуждение в Лейкленде
Пробуждение в Лейкленде — религиозное движение среди христиан (в основном протестантов), произошедшее в 2008 году в американском городе Лейкленд (штат Флорида) под руководством канадского евангелиста Тодда Бентли.
Лейклендское возрождение было во многом схоже с предыдущими «излияниями» 1990-х годов, известными как «пробуждение в Торонто» и «пробуждение в Пенсаколе». Однако, Лейклендское пробуждение, в отличие от своих предшественников, было больше сосредоточено на божественном исцелении, было намного короче (продлилось всего несколько месяцев) и было почти неотделимо от лидера движения – Тодда Бентли. По причине многочисленных заявлений об исцелениях, религиозное движение стало также известно под названием «исцеляющее пробуждение Флориды». Сторонники утверждали, будто на служениях в Лейкленде произошли тысячи исцелений и 25 случаев воскрешения из мёртвых.
 Продлившись пять месяцев, возрождение привлекло около 400 000 посетителей и стало объектом резкой критики как со стороны религиозных, так и со стороны секулярных СМИ.

## Начало пробуждения
Утверждается, что за две недели до начала пробуждения Тодд Бентли, путешествующий евангелист из Канады, получил пророчество от своего приятеля из Новой Зеландии, Роба Де Люка. Имея признание в качестве пророка, этот новозеландский служитель предсказал Тодду о приближающемся пробуждении, которое пройдётся по четырём стратегическим регионам и, удвоившись в силе, бумерангом вернётся в центральную Флориду. Сообщается, что на тот момент Тодд Бентли уже имел опыт служения в харизматических дарах Святого Духа, однако то, с чем он вскоре столкнулся на служениях в Лейкленде, стало для него чем-то совершенно новым и неожиданным.
2 апреля 2008 года евангелист Тодд прибыл в «Воспламенённую церковь» в городе Лейкленд (штат Флорида) для проведения 5-дневной конференции под названием «Чудеса и знамения». С первого же дня эта конференция стала характеризоваться многочисленными заявлениями о таких чудесах, как исцеление от глухоты, исчезновение шрамов, появление новых зубов и т.д.. Также, об участниках пробуждения известно, что они переживали крещение Святым Духом (со знамением говорения на иных языках), трансы (видения), святой смех, «плач в Духе», «падение в Духе», «сражение в Духе» и прочие экстатические переживания. Поскольку перечисленные явления повторялись изо дня в день, то вскоре происходящее в Лейкленде закрепило за собой статус пробуждения и стало известно в харизматическом мире, как «Лейклендское пробуждение», или «исцеляющее пробуждение Флориды».

## Последствия и дальнейшее влияние
В харизматических кругах весть о начавшемся пробуждении стала распространяться почти мгновенно, поэтому уже вскоре церковное помещение, рассчитанное на 1300 мест, не могло принять всех желающих. Сообщается, что для того, чтобы попасть внутрь здания, людям приходилось занимать очередь за несколько часов до начала служения. В связи с этим, в течение первых трёх недель руководителям трижды приходилось менять место проведения служений. Сперва из «Воспламенённой» общины эпицентр пробуждения переместился в другое церковное здание вместимостью до 3000 человек, затем — в Центральную Арену Лейкленда на 8000 мест, а после — на бейсбольный стадион «Tiger Town» с 10-12 тысячами мест. Наконец, по прошествии времени, пробуждение обосновалось в новом палаточном сооружении, где ежедневно собиралось до 12 000 посетителей.
Считается, что особую роль в развитии возрождения сыграли онлайн-трансляции служений. Говорят, что количество онлайн-зрителей каждый день стремительно возрастало, и уже после третьей недели пробуждения число компьютеров, зашедших на веб-трансляцию, достигло 250 000, а после пятой недели — превысило 1 миллион. К 29 мая лидерами движения было подсчитано, что 1,2 миллиона зрителей наблюдали за пробуждением через интернет, в то время как служение лично посетили свыше 140 000 человек из более чем 40 стран мира. В июне 2008 года, когда число смотрящих трансляцию увеличилось до 50 000 человек в день, прямые трансляции по телеканалу GOD TV стали доступны в 214 странах мира.
30 июня 2008 года руководители подсчитали, что в течение трёх месяцев пробуждение привлекло около 400 000 человек из более чем 100 стран мира. Примечательным являлось то, что из общего количества посетителей лишь 1% людей составили местные жители Лейкленда, в то время как 50% составляли приезжие из других штатов, и около 40% — заграничные гости из Канады, Англии, Франции, Испании, Нидерланд, Украины, России и других стран. На «излиянии» в Лейкленде побывало множество известных харизматических служителей, в числе которых: Бенни Хинн, Джойс Майер, Боб Джонс, Джон Арнотт, Бил Джонсон, Рик Джойнер, Питер Вагнер, Че Ан, Стив Хилл, Джон Килпатрик и др. Также, на пробуждение съезжалось множество зарубежных пасторов и миссионеров, которые принимали «огонь» и затем возвращались обратно в свои общины, что приводило к вспышке мини-возрождений.

## Остановка пробуждения
Основным фактором, повлиявшим на остановку пробуждения, стал развод Тодда Бентли со своей женой Шонной.
22 июня 2008 года Тодд Бентли, в частной беседе со своими друзьями, открыто признался о своих проблемах в браке, сказав, что его отношения с Шонной Бентли на грани развода. Узнав об этом, служителя Джон Арнотт, Бил Джонсон, Рик Джойнер, Питер Вагнер и Че Ан прибыли в «Воспламенённую» общину, чтобы совершить над Тоддом Бентли молитву с возложением рук. По словам Рика Джойнера, это было совершено для того, чтобы осуществить духовное покрытие (или защиту) над Тоддом Бентли и его браком и служением . Однако, в конечном итоге Тодд Бентли оказался в разводе со своей женой Шонной, что вызвало волну негативных комментариев как среди прессы, так и среди его сторонников. Пробуждение резко пошло на спад 12 августа 2008 года, когда весть о разводе Тодда и Шонны получила публичную огласку в СМИ. Оказавшись в этой ситуации, 15 августа 2008 года Бентли ушёл в отставку, что привело к остановке пробуждения.

## Результаты
Изначально многими харизматическими лидерами Лейклендское возрождение было воспринято, как начало «третьего великого пробуждения». Ожидалось, что религиозное движение Лейкленда приведёт к пробуждению всей Церкви. Однако, в конечном итоге движение просуществовало не более полугода.
Пятидесятники и харизматы считают, что главной характерной особенностью Лейклендского пробуждения являлась демонстрация Божьей исцеляющей силы.
 Участники рассказывали о многочисленных случаях, когда присутствующие на служении свидетельствовали об исцелении от глухоты, рака, паралича, опухолей, шрамов и других физических заболеваний и недугов. Заявляется, что многие люди получили исцеление через просмотр трансляций по телевидению и интернету. Сам Бентли утверждает, будто однажды на служение прибыло 150 глухих и глухонемых человек, из которых 139 якобы получили мгновенное исцеление и начали слышать и говорить. А нашумевшие слухи о 25 случаях воскрешения из мертвых, якобы произошедших на служениях в Лейкленде, получили широкую огласку в СМИ.

## Критика
Религиозное движение в Лейкленде сопровождалось большой волной критики с самого начала. При этом, главным объектом критики являлся лидер движения, Тодд Бентли, который, по мнению некоторых, более походил на байкера, нежели на проповедника. Многих людей приводил в смущение его внешний вид и нетрадиционный стиль проведения служений, а именно выкрики «бэм» (посредством которых он якобы раздавал Святого Духа), пирсинг, футболка с изображением скелета и множество татуировок, которыми была покрыта чуть ли не половина его тела. Сам Бентли, при этом, был бывшим уголовником и наркоманом, покаявшимся в возрасте 18-и лет. Таким образом, с точки зрения подавляющего числа церковных деятелей, его внешний вид и манера речи была непозволительной для проповедника. Некоторые служителя и верующие из различных церквей заявляли, что все чудеса, о которых заявляется в Лейкленде, являются фальшивыми, или же они «не от Бога» (данного мнения придерживалась также некоторая часть пятидесятников и харизматов).
Известно, что однажды, молясь за исцеление, татуированный евангелист ударил больного в живот своим коленом, проявив себя более как борец, нежели как проповедник. Тем не менее, многие харизматические лидеры предпочли игнорировать специфические методы Бентли ради того, что именовали, как «плод». Они утверждали, что возрождение побудило многих христиан во всем мире искать Бога с новым воодушевлением. Билл Джонсон, пастор церкви «Вефиль» в городе Реддинг (штат Калифорния), рассказал журналу «Харизма», что многие люди были глубоко опечалены известиями о моральных недостатках Бентли.
В июле 2008 года журналисты агентства «Ассошиэйтед Пресс» совершили попытку проследить за судьбой 15 людей, имена которых были предоставлены в их распоряжение миссией Бентли в качестве примеров совершенных исцелений, которые могут быть подтверждены медицинскими заключениями. В результате данного исследования, журналисты опубликовали сообщение следующего содержания: «Предвосхищая возможную критику, миссия Бентли предоставила в распоряжение исследователей список из пятнадцати человек, получивших исцеление благодаря его служению. У каждого из исцеленных, за исключением трех человек, имелось соответствующее «медицинское подтверждение». Однако два телефонных номера, предоставленные миссией, оказались неверными, шесть человек не отвечали на телефонные звонки, и лишь две женщины смогли сообщить корреспондентам информационного агентства «Ассошиэйтед Пресс», что у них есть истории болезни, доказывающие произошедшее с ними чудо исцеления. Однако одна из них отказалась предоставить контактные данные своего лечащего врача. А лечащий врач другой женщины не отвечал на телефонные звонки несмотря на то, что пациентка разрешила ему рассказать о своем избавлении от недуга».
Корреспонденты новостной программы «ABC Nightline» также безуспешно пытались найти подтверждения исцелений, якобы совершенных Тоддом Бентли: «В ответ на просьбу нашей программы представить доказательства исцелений, Бентли пообещал дать имена и медицинские карты трех человек, готовых открыто рассказать о совершенных им чудесах. Он так и не исполнил это обещание. Вместо этого его сотрудники выдали журналисту программы большую папку, содержащую, по их словам, свидетельства невероятных чудес. Однако среди этих бумаг было поразительно мало реальных доказательств. Там также была неполная контактная информация, несколько страниц недописанных медицинских отчетов, а имена врачей были затушеваны».
Баптистский исследователь Дэвид Клауд считает, что Лейклендское возрождение родилось в результате пробуждения в Торонто и пробуждения в Пенсаколе, которые, в свою очередь, берут начало от так называемого «смеющегося пробуждения», появившегося в 1993-м году в служении Родни Ховард Брауна. Некоторые исследователи настаивают на том, что характерные для этих пробуждений экстатические переживания имеют оккультное происхождение и не являются библейскими.